# Costa Rica tại Thế vận hội
Costa Rica tham gia Thế vận hội lần đầu tiên năm 1936, sau đó vắng bóng cho tới kỳ năm 1964, và kể từ đó đến nay đã liên tục gửi các vận động viên (VĐV) tới các Thế vận hội Mùa hè. Khoảng thời gian từ 1980 đến nay, quốc gia này đã tham dự một vài kỳ Thế vận hội Mùa đông.
Các VĐV Costa Rica đã giành tổng cộng 4 huy chương, toàn bộ trong số đó thuộc về Silvia Poll và Claudia Poll môn bơi.
Ủy ban Olympic quốc gia của Costa Rica được thành lập năm 1936 và được Ủy ban Olympic Quốc tế công nhận vào cùng năm.

## Bảng huy chương

### Huy chương tại các kỳ Thế vận hội Mùa hè
| Thế vận hội           | Số VĐV        | Vàng          | Bạc           | Đồng          | Tổng số       | Xếp thứ       |
| 1896–1932             | không tham dự | không tham dự | không tham dự | không tham dự | không tham dự | không tham dự |
| Berlin 1936           | 1             | 0             | 0             | 0             | 0             | –             |
| Luân Đôn 1948         | không tham dự |               |               |               |               |               |
| Helsinki 1952         | không tham dự |               |               |               |               |               |
| Melbourne 1956        | không tham dự |               |               |               |               |               |
| Roma 1960             | không tham dự |               |               |               |               |               |
| Tokyo 1964            | 2             | 0             | 0             | 0             | 0             | –             |
| Thành phố México 1968 | 20            | 0             | 0             | 0             | 0             | –             |
| München 1972          | 3             | 0             | 0             | 0             | 0             | –             |
| Montréal 1976         | 5             | 0             | 0             | 0             | 0             | –             |
| Moskva 1980           | 32            | 0             | 0             | 0             | 0             | –             |
| Los Angeles 1984      | 30            | 0             | 0             | 0             | 0             | –             |
| Seoul 1988            | 15            | 0             | 1             | 0             | 1             | 36            |
| Barcelona 1992        | 16            | 0             | 0             | 0             | 0             | –             |
| Atlanta 1996          | 11            | 1             | 0             | 0             | 1             | 49            |
| Sydney 2000           | 7             | 0             | 0             | 2             | 2             | 69            |
| Athens 2004           | 20            | 0             | 0             | 0             | 0             | –             |
| Bắc Kinh 2008         | 8             | 0             | 0             | 0             | 0             | –             |
| Luân Đôn 2012         | 11            | 0             | 0             | 0             | 0             | –             |
| Rio de Janeiro 2016   | 11            | 0             | 0             | 0             | 0             | –             |
| Tokyo 2020            | chưa diễn ra  |               |               |               |               |               |
| Tổng số               | Tổng số       | 1             | 1             | 2             | 4             | 92            |

### Huy chương tại các kỳ Thế vận hội Mùa đông
| Thế vận hội              | Số VĐV        | Vàng          | Bạc           | Đồng          | Tổng số       | Xếp thứ       |
| 1924–1976                | không tham dự | không tham dự | không tham dự | không tham dự | không tham dự | không tham dự |
| Lake Placid 1980         | 1             | 0             | 0             | 0             | 0             | –             |
| Sarajevo 1984            | 3             | 0             | 0             | 0             | 0             | –             |
| Calgary 1988             | 2             | 0             | 0             | 0             | 0             | –             |
| Albertville 1992         | 4             | 0             | 0             | 0             | 0             | –             |
| Lillehammer 1994         | không tham dự |               |               |               |               |               |
| Nagano 1998              | không tham dự |               |               |               |               |               |
| Thành phố Salt Lake 2002 | 1             | 0             | 0             | 0             | 0             | –             |
| Torino 2006              | 1             | 0             | 0             | 0             | 0             | –             |
| Vancouver 2010           | không tham dự |               |               |               |               |               |
| Sochi 2014               | không tham dự |               |               |               |               |               |
| Pyeongchang 2018         | không tham dự |               |               |               |               |               |
| Tổng số                  | Tổng số       | 0             | 0             | 0             | 0             | –             |

### Huy chương theo môn
| Bơi lội | 1 | 1 | 2 | 4 |
| Tổng số | 1 | 1 | 2 | 4 |

## Các VĐV giành huy chương
| Huy chương | Tên VĐV      | Thế vận hội  | Môn thi đấu | Nội dung             |
| ---------- | ------------ | ------------ | ----------- | -------------------- |
| Bạc        | Silvia Poll  | Seoul 1988   | Bơi lội     | Bơi tự do 200 m (nữ) |
| Vàng       | Claudia Poll | Atlanta 1996 | Bơi lội     | Bơi tự do 200 m (nữ) |
| Đồng       | Claudia Poll | Sydney 2000  | Bơi lội     | Bơi tự do 200 m (nữ) |
| Đồng       | Claudia Poll | Sydney 2000  | Bơi lội     | Bơi tự do 400 m (nữ) |